# Partit Popular Social Cristià
El Partit Popular Social Cristià (Chrëschtlech Sozial Vollekspartei) és un partit polític de Luxemburg. És democristià i membre del Partit Popular Europeu.
Tots els primers ministres de Luxemburg des de la restauració de la democràcia després de la Segona Guerra Mundial fins al dia d'avui han estat d'aquest partit polític, a excepció de les períodes 1974-1979 i 2013-2023 quan ho van ser respectivament Gaston Thorn i Xavier Bettel, ambdós membres del Partit Democràtic.

## Història
El CSV va ser fundat en 1944, quan el Partit de la Dreta (fundat en 1914) va passar a anomenar-se Partit Popular Social Cristià. Totes les eleccions luxemburgueses, des de les primeres (1945) fins a les últimes (2004), han estat guanyades pel CSV llevat de les de 1974, on van guanyar els socialistes per un 1,6% d'avantatge, i entrà en l'oposició quan el Partit Democràtic de Gaston Thorn fou en Primer Ministre en coalició amb el LSAP, provocant que passés a l'oposició per primera i única vegada en tota la seva història, ja que en les següents eleccions (1979) va guanyar amb un avantatge del 10,2% i des de llavors s'ha mantingut com la primera força luxemburguesa. Actualment en el govern en una coalició amb el Partit Democràtic. Té 21 escons dels 60 i Luc Frieden és primer ministre de Luxemburg.

## Resultats electorals

### Cambra de Diputats
| Any  | Vots      | %         | Escons  | +/– | Govern   |
| ---- | --------- | --------- | ------- | --- | -------- |
| 1945 | 907,601   | 44.7 (#1) | 25 / 51 | Nou | Coalició |
| 1948 | 386,972   | 36.3 (#1) | 22 / 51 | 2   | Coalició |
| 1951 | 425,545   | 42.1 (#1) | 21 / 52 | 1   | Coalició |
| 1954 | 1,003,406 | 45.2 (#1) | 26 / 52 | 5   | Coalició |
| 1959 | 896,840   | 38.9 (#1) | 21 / 52 | 5   | Coalició |
| 1964 | 883,079   | 35.7 (#1) | 22 / 56 | 1   | Coalició |
| 1968 | 915,944   | 37.5 (#1) | 21 / 56 | 1   | Coalició |
| 1974 | 836,990   | 29.9 (#1) | 18 / 59 | 3   | Oposició |
| 1979 | 1,049,390 | 36.4 (#1) | 24 / 59 | 6   | Coalició |
| 1984 | 1,148,085 | 36.7 (#1) | 25 / 64 | 1   | Coalició |
| 1989 | 977,521   | 32.4 (#1) | 22 / 60 | 3   | Coalició |
| 1994 | 887,651   | 30.3 (#1) | 21 / 60 | 1   | Coalició |
| 1999 | 870,985   | 30.1 (#1) | 19 / 60 | 2   | Coalició |
| 2004 | 1,103,825 | 36.1 (#1) | 24 / 60 | 5   | Coalició |
| 2009 | 1,129,368 | 38.0 (#1) | 26 / 60 | 2   | Coalició |
| 2013 | 1,103,636 | 33.7 (#1) | 23 / 60 | 3   | Oposició |
| 2018 | 999,381   | 28.3 (#1) | 21 / 60 | 2   | Oposició |
| 2023 | 1,099,427 | 29.2 (#1) | 21 / 60 | =   | Coalició |

### Parlament Europeu
| Any  | Vots    | %          | Escons | +/– |
| ---- | ------- | ---------- | ------ | --- |
| 1979 | 352,296 | 36.1 (#1)  | 3 / 6  |     |
| 1984 | 345,586 | 34.9 (#1)  | 3 / 6  | =   |
| 1989 | 346,621 | 34.9 (#1)  | 3 / 6  | =   |
| 1994 | 319,462 | 31.5 (#1)  | 2 / 6  | 1   |
| 1999 | 321,021 | 31.7 (#1)  | 2 / 6  | =   |
| 2004 | 404,823 | 37.1 (#1)  | 3 / 6  | 1   |
| 2009 | 353,094 | 31.4 (#1)  | 3 / 6  | =   |
| 2014 | 441,578 | 37.7 (#1)  | 3 / 6  | =   |
| 2019 | 264,665 | 21.1 (#2)  | 2 / 6  | 1   |
| 2024 | 317,334 | 22.91 (#1) | 2 / 6  | =   |

## Presidents del partit
- Émile Reuter (1945 – 1964)
- Tony Biever (1964 – 1965)
- Jean Dupong (1965 – 1972)
- Nicolas Mosar (1972 – 1974)
- Jacques Santer (1974 – 1982)
- Jean Spautz (1982 – 1990)
- Jean-Claude Juncker (1990 – 1995)
- Erna Hennicot-Schoepges (1995 – 2003)
- François Biltgen (2003–2009)[1]
- Michel Wolter (2009–2014)[2]
- Marc Spautz (2014-2019)
- Frank Engel (2019-2021)
- Claude Wiseler (2021-2023)
- Elisabeth Margue (2022 - actualitat)

### Secretaris generals
- Jean-Pierre Kraemer (1977–1984)
- Willy Bourg (1984–1990)
- Camille Dimmer (1990–1995)
- Claude Wiseler (1995–2000)
- Jean-Louis Schiltz (2000–2006)[3]
- Marco Schank (2006–2009)
- Marc Spautz (2009 – 2012)
- Laurent Zeimet (2012 - 2019)
- Félix Eischen (2019-2021)
- Christophe Hansen (2021-2023)

### Presidents del Partit Popular Social Cristià a la Cambra de Diputats
- Tony Biever (1959–1974)
- Pierre Werner (1974–1979)
- Nicolas Mosar (1979–1984)
- François Colling (1984–1995)
- Lucien Weiler (? – 2004)
- Michel Wolter (2004 – 2009)
- Jean-Louis Schiltz (2009 – 2011)
- Lucien Thiel (2011)
- Marc Spautz (2011 -2013)
- Gilles Roth (2013)
- Claude Wiseler (2014-2018)
- Martine Hansen (2018-2023)
- Gilles Roth (2021-2023)
- Marc Spautz (2023 - actualitat)

### Antics polítics
- Joseph Bech: primer ministre luxemburguès (1926-1937 i 1953-1958)
- Pierre Dupong: primer ministre luxemburguès (1937-1953)
- Pierre Frieden: primer ministre luxemburguès (1958-1959)
- Jacques Santer: primer ministre luxemburguès (1984-1995), president de la Comissió Europea (1995-1999)
- Pierre Werner: primer ministre luxemburguès (1959-1974 i 1979-1984)

### Polítics actuals
- Luc Frieden: primer ministre luxemburguès
- Gilles Roth: ministre de Finances
- Claude Wiseler: president de la Cambra dels Diputats
- Elisabeth Margue: presidenta del partit i ministre de Justícia